# アブカイク
アブカイク（Abqaiq）は、サウジアラビアのペルシア湾岸側に位置する都市。油田とともに発展した原油積み出し基地、石油化学工業の街。ダンマンからは約35kmの距離。

## 概要
1941年にアラムコがアブカイク油田を発見。以後、原油生産を確保するための人員が集まって町が形成された。
石油積み出し基地は、サウジアラビアを横断して紅海側の都市ヤンブーに至るEast-West石油パイプラインの出発地でもあり、ペルシア湾の出口に位置するホルムズ海峡で軍事的緊張が生じる際には、原油などの迂回手段を検討する上で注目される都市である。

### 2019年9月の攻撃
2019年9月14日、アブカイクにあるサウジアラビア最大規模の石油精製施設が攻撃を受ける（サウジ石油施設攻撃）。施設は炎上したものの同日夜までに鎮火した。アラムコ側の発表では死傷者なし。攻撃に関してイエメンの反政府勢力フーシがドローンを使用したとする犯行声明を出したが、アメリカ合衆国はイラン国内から発射された巡航ミサイルによる攻撃であると疑っている。攻撃によりサウジアラビアの石油生産に大きな支障が出ることが報道されたため、同月16日の世界各国の原油相場は急伸。北海ブレント原油先物は2008年以降で最大の上げとなる約12ドルの上昇を見せた。

## アクセス
- アブカイク空港（英語版）
- アブカイク駅